# Renstad
Renstad (Rehnstad) är en gård belägen mitt på den bördiga östgötaslätten i Svanshals socken. Gården har en lång historia och finns omnämnd i början av 1600-talet.

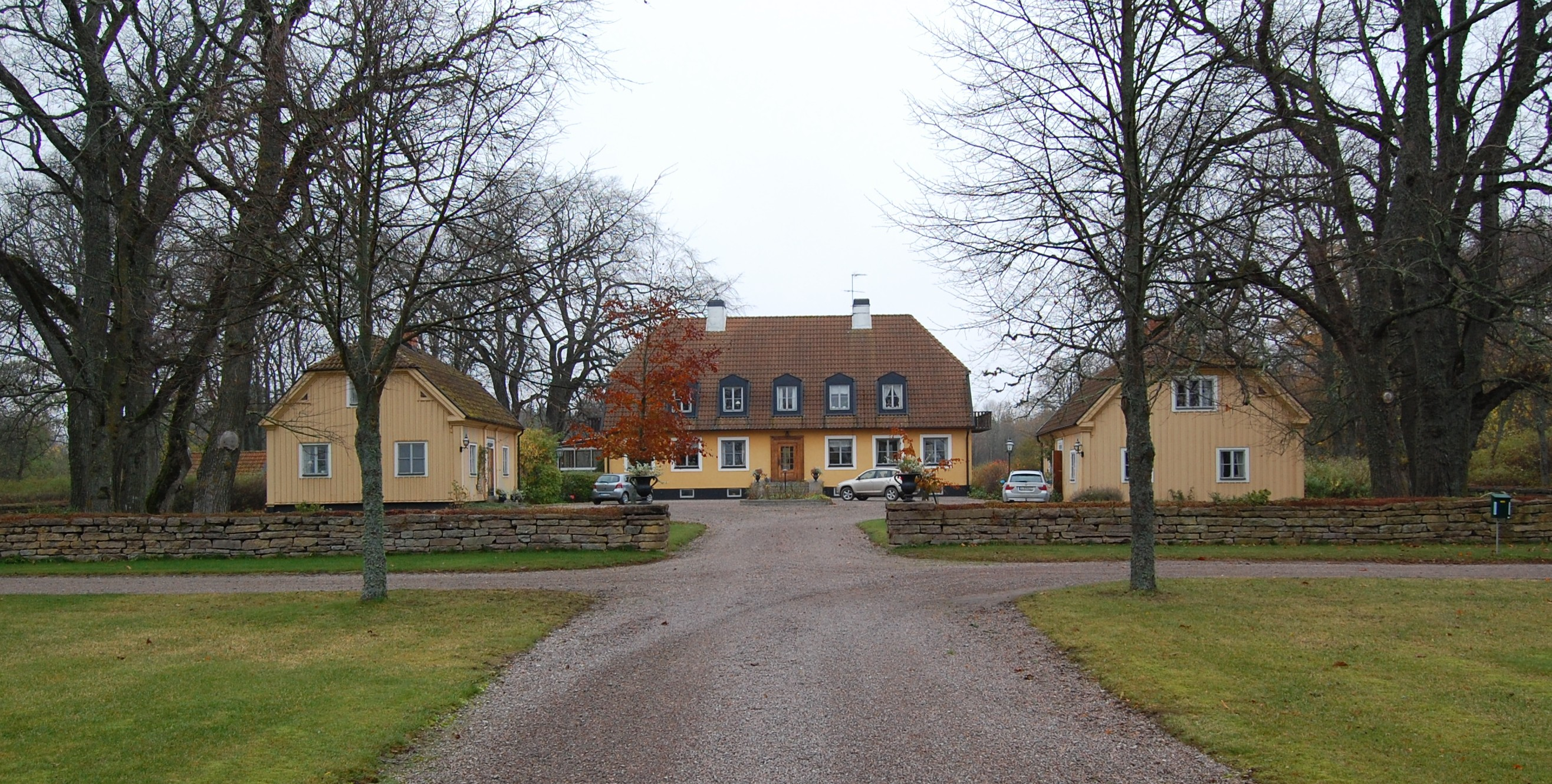
Renstad Gård

## Gårdens historia
Renstad är känt sedan början av 1600-talet då det hette Kälkestad och bestod av ett skatte- och biskopshemman. Det gavs i förläning till Håkan Cederqvist. Denne skaffade säteriprevilegier. 
Säteriprevilegierna indrogs 1672. Biskopshemmanet övertogs samma år av hovintendent Zakarias Rehnberg. Han förvärvade åtta nya hemman, fyra i Svanshals, en i Västra Tollstad, en i Harstad och en i Väderstad, men förlorade de flesta genom reduktionen. Han hade dock kvar bland annat Haningtorp och gjorde diverse byten för att kunna behålla Kälkestad intakt.
Säteriprivilegierna återupprättades 1684 och det nya säteriet omfattade 3 1/2 mantal och Rehnberg gav godset namnet Rehnstad efter sig själv. År 1686 hette det att "ägaren det härligen bebyggt haver". Rehnberg fortsatte att utvidga och intill sin död 1688, ägde han fem gårdar i Ramstad, tre i Gottorp, en i Hallberga, Bergsgården i Ingvaldstorp, Knivstorp, Stora Egbola och Skrapegården i Ödeshög.

### 1700-talet
Rehnbergs änka fortsatte hans livsverk och förvärvade Kärrs Kronohemman, tre gårdar i Hälleboda och Valla, samt fyra gårdar i Stora Åby, däribland Frösäng. Detta gods ärves år 1732 av sonen Zakarias Rehnberg den yngre. Nu hopade sig dock problemen; ekonomin var ansträngd då Kronan tog Frösäng och Knivstorp i utmätning och Rehnnbergs skapelse splittrades på flera ägare. Huvudgården ärvdes dock av Zakarias den yngres dotterson, löjtnanten Simon von Kothen. Denne dog 1793 och lämnade över till sin svåger, major Åke Holst och hans maka Eva Brita Hvitfeldt.

### Från 1800-talet
År 1848 slutar släkten Rehnbergs historia på Rehnstad. Då köptes godset av häradshövding A. Ribbing och friherre Axel Hermelin. Hermelin blev snart ensam ägare. Han dog 1915 och hans arvingar sålde 1918 till disponent Albert Gustafson som dog 1934 och hans dödsbo ägde Renstad till 1957, då Vilhelm Renstad förvärvade gården. 1975–1980 var det hans son Måns Renstad som tog över. 1997-2005 drevs gården av sonsonen Carl Renstad. Gården ägs idag av Anna Renstad Harrius och jordbruket är utarrenderat.
Rehnstadgodset har haft två storhetstider, dels den under Zackarias Rehnberg, men inte desto mindre under Baron Hermelins tid. Den driftige baronen utökade genom dikning och torrläggning efter Tåkerns sänkning, cirka 400 tunnland ny åkermark. Han lät gräva kilometerlånga kanaler för att leda vatten till kvarnar och sågar och till dammarna i parken. Han anlade parken och byggde de flesta hus som finns i dag. Baronens stora dröm var att torrlägga Tåkern och göra en gård av allsammans. Tack och lov förblev det en dröm. 
Under slutet av 1800-talet rådde gårdens storhetstid då "gammelbaron" Axel Hermelin härskade. Gården utgjorde då ett eget litet samhälle med skola, affär, missionshus och mejeri. Antalet anställda uppgick till 125 man (som fram till 1950-talet hade minskat till omkring en fjärdedel). Idag drivs gården som ett rationellt storjordbruk med kraftfulla maskiner.
Från allén syns den gula mangårdsbyggnaden, två gula flyglar, två röda magasin, ett stall och en före detta statarlänga. Dessa senare hus bildar sex stycken flyglar till mangårdshuset. Mangårdsbyggnaden brann 1947. Arkitekten och professorn Erik Lundberg, som renoverade kyrkor i bygden, ritade det nya huset i stil efter flyglarna. Huset stod klart 1949. 
Under storhetstiden och en bra bit in på 1900-talet, var gården en liten värld för sig. Här fanns skola, affär, missionshus och mejeri. Mejeriet låg strax utanför, skolhuset finns ännu kvar, det i kurvan i Åsen och missionshuset ligger i nästa kurvan, numera lager för antikviteter och affären är bostadshus.
Statarlängan, som bevarats som ett minne över en epok, beboddes fram till 1945. Det är i för sig en epok man inte yvs över, men finns som en del av en större gårds historia. I detta hus bodde 8 familjer plus 4 änkor. På övre våningens båda gavlar finns änkerummen – ett sätt att på den tiden ta hand om statarnas änkor. De fick bo gratis och hade visst underhåll i form av mjölk, mjöl och potatis. Vidare fanns en form av social service så till vida att de gamla efter sin pension fick bo kvar så länge de så önskade, med bibehållen hyra. Den sista av dessa förmånstagare, en änka, bodde i en trerumslägenhet med en hyra av 45 kronor per månad. Hon dog 93 år gammal.